# 土器

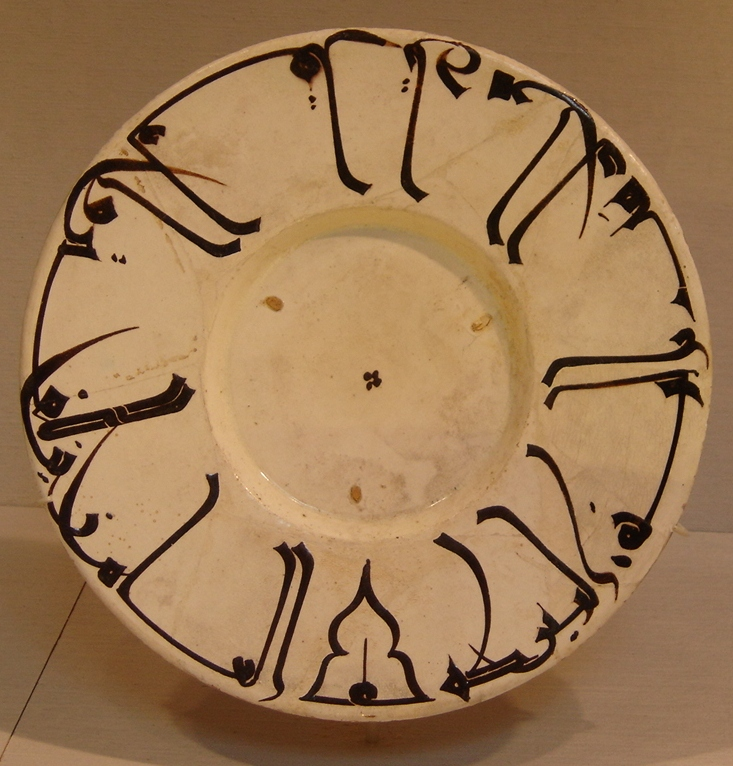
10世纪， 伊朗的施釉土器

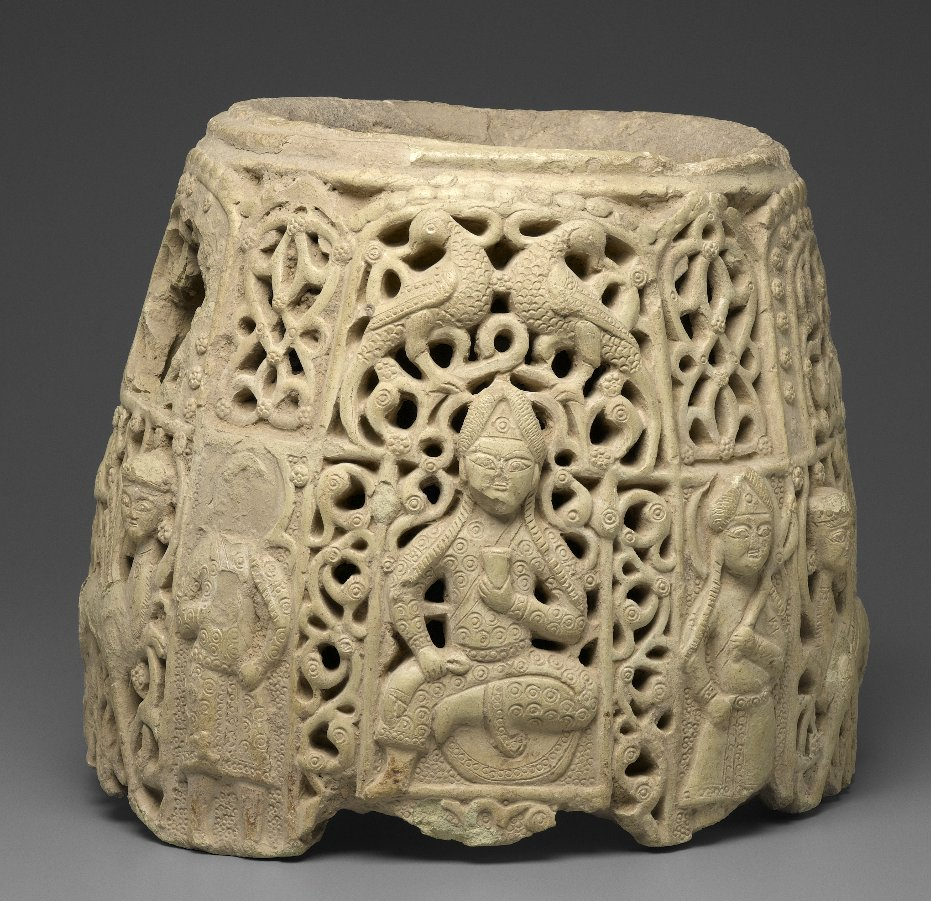
12世纪晚期至13世纪早期的水壶顶部

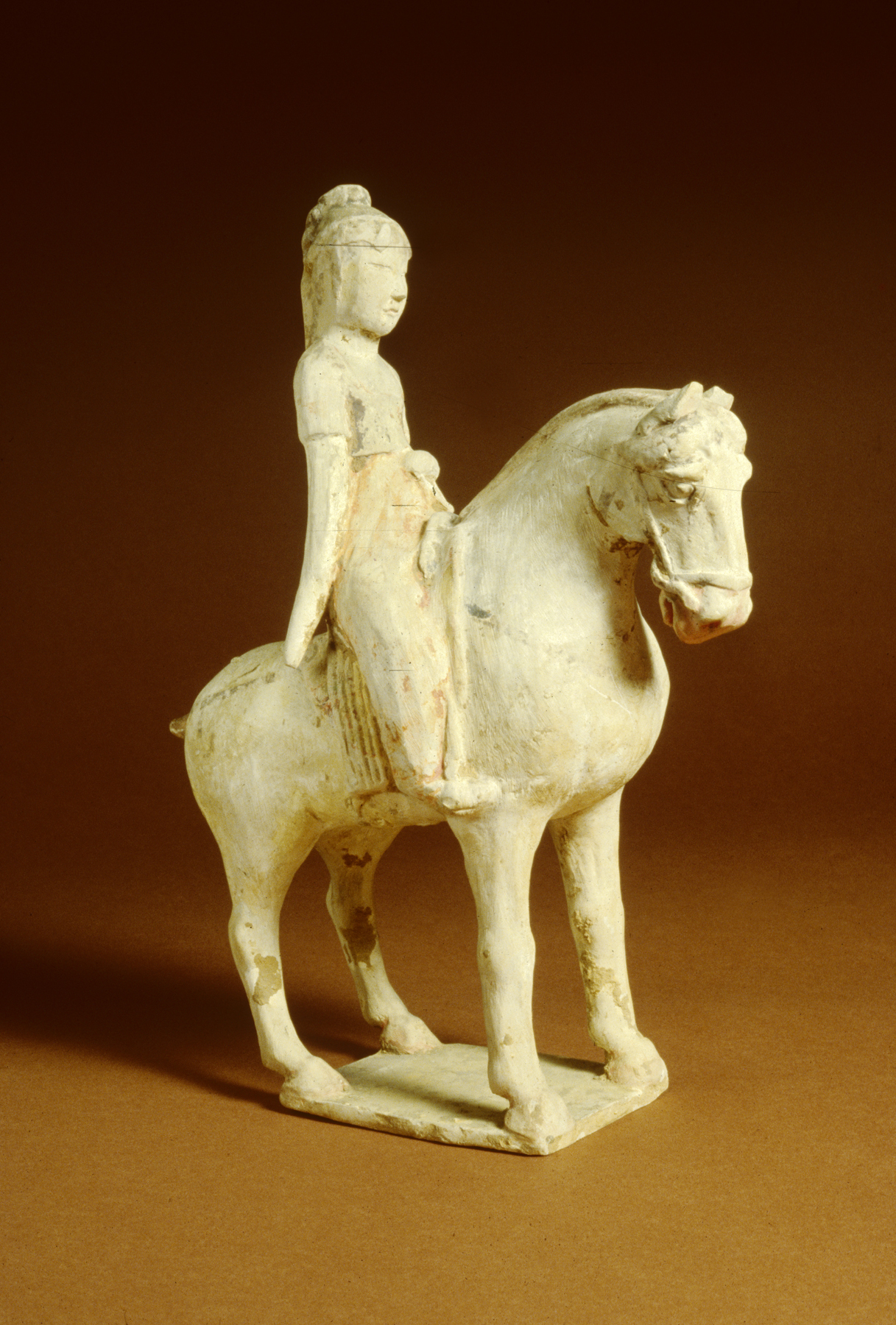
中国陶器

土器，又称瓦器，是一种低级的粗陶器，有的施釉、有的不施釉 ，通常低于1200°C烧制 。
土器的概念涵盖所有原始陶器、兵马俑、建筑砖，以及17世纪前的欧洲陶器，我们今天使用大部分的餐具也属于细土器。 最早的窑可以追溯到公元前29,000–25 000年。 中国在新石器文化期开始使用窑来烧制土器。
土器烧制时没有玻璃化 ，质地软。

## 特点
土器比白瓷、骨瓷的可塑性更好。
土器的吸水率约5-8％， 强度比骨瓷、白瓷、炻器低。
橙色或红色的土器通常氧化铁含量高，被广泛用于花盆、瓷砖、工艺品和炉子。

## 生产
现代土器一般采用25%的高岭土、25%的球土、35％的石英和15%的长石。
现代土器陶可能是比斯克瓷 ，烧制温度在1000至1150 °C之间，并施釉 。